# シュタットプロツェルテン
シュタットプロツェルテン (ドイツ語: Stadtprozelten) はドイツ連邦共和国バイエルン州ミルテンベルク郡に属す市。同名の行政共同体の本部所在地である。

## 地理

### 位置
シュタットプロツェルテンはシュペッサルトの南端、マイン川のいわゆるマインフィーアエックに囲まれる位置にある。

### 市の構成
本市は、公式には3つの地区 (Ort) からなる。このうち小集落や孤立農場などを除く集落を以下に列記する。
- ノイエンブーフ
- シュタットプロツェルテン

ノイエンブーフは中核市区から 2 km の距離にある。

## 歴史
シュタットプロツェルテンは1287年に初めてシュタット（都市）として記録された。マインツ選帝侯の行政府は1803年にアシャッフェン侯領（1810年からはフランクフルト大公領の一部）となり、1814年にバイエルン王国に併合された。1818年の市町村令を含むバイエルン王国の行政改革で現在の市となった。
この年は2005年に都市権獲得650周年を祝った。しかし最初の名前を挙げての記録がいつであったかは確定されていない。

## 行政

### 市議会
シュタットプロツェルテンの市議会は、市長を除いて12議席である。

### 紋章
銀地に楼門と青い屋根のある赤い城、門の上には金文字の「B」が描かれている。塔の両側には、顔のある金の太陽と顔のある金の三日月がそれぞれ輝く。

## 文化と見所

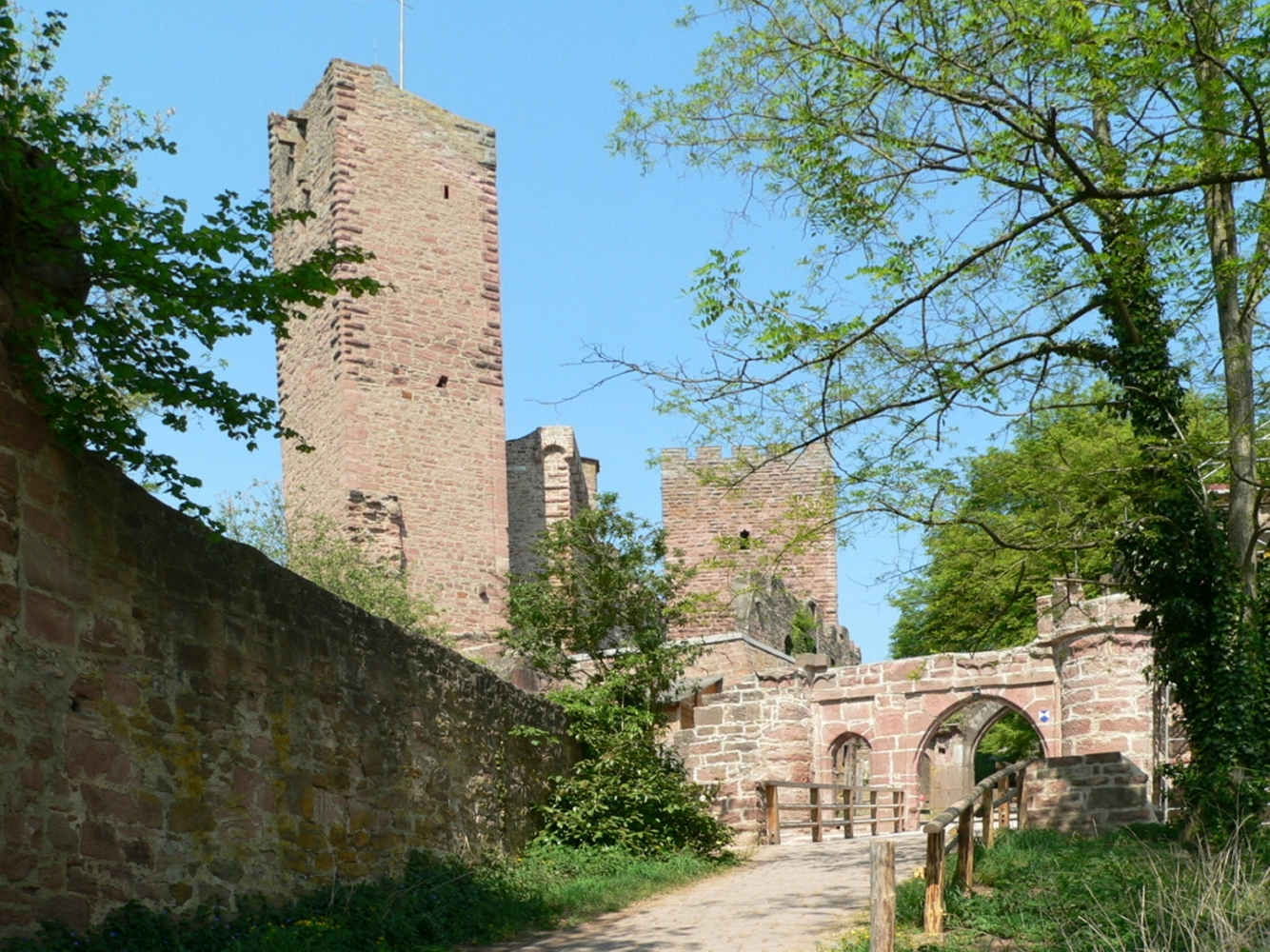
ヘンネブルク城

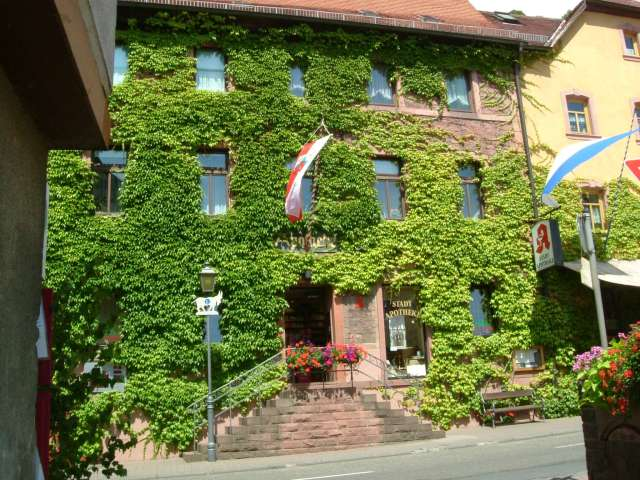
薬局

### 建築
- この街の上には、キュールベルクのヘンネブルク城がそびえている。
- 病院や教団は1320年頃におそらくエリーザベト・フォン・ホーエンローエによって建設された。
- 14世紀の病院事務局は、18世紀以降、郵便局および学校として利用された。
- 教区教会はゴシック建築である。インテリアは本来の建築様式にふさわしいものである。かつては施療教会であったが、1800年頃に教区教会に昇格した。
- 市庁舎は1520年に建設され、その塔は1621年に初めて増築された。張り出し部は2本のトスカーナ柱の上にある。
- 慈善ハウスは、おそらく1811年まで司祭館であった。
- 薬局: 解体されたゲオルク礼拝堂跡広場に面して1811年に建設された。
- 1600年頃に建てられた行政府の建物は19世紀に地方教会として、その後は貯蓄銀行として利用された。
- 旧監獄は19世紀の建物である。
- 中世後期の市壁跡
- 林務官邸は1854年に「ノイエン・ミュンヒナ・バイツァンティニシャー様式」で建設された。

### 年中行事
シェフラータンツ （桶屋のダンス）

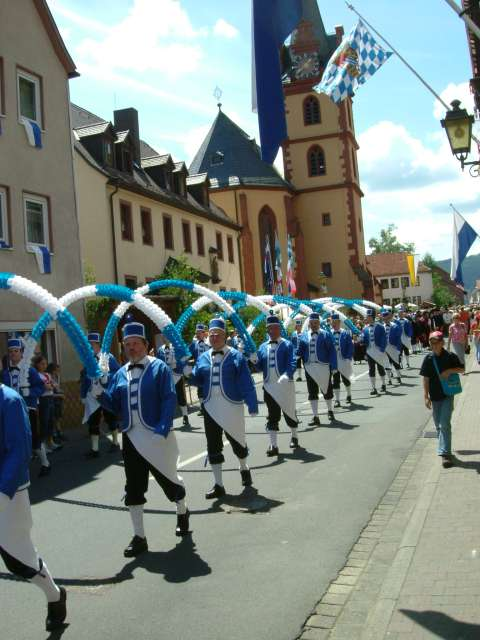
シェフラータンツのパレード

この伝統的な祭は、1517年のペストの年に生き延びたミュンヘンの桶屋ツンフトのメンバーが生きている事の喜びを讃えて通りを練り歩いたことに由来する。1830年頃から桶職人会がこれを、たとえばエッゲンフェルデン、フロンテンハウゼン、ガイゼルヘリング、マインブルク、ミュールドルフ、ムルナウ、ケルハイム、ランツフート、パルテンキルヒェン、ヴァッサーブルクといった他の街に広めた。シュタットプロツェルテンでは、1887年に最初のシェフラータンツが行われた。この行事はこの後、2013年、2020年、2027年に開催される。
ドウデ・モー 

この行事の起源はペストの時代に遺体を家から運び出す儀式に由来する。遺体運搬人は街を通る時に鐘を鳴らしながら「ヘーヨー、ドウデ・モー、モーイェ・コムト・エン・アンネルン・ドロー」（おーい、死人よ、明日はまた別の奴の番だからな）と叫んでいったのである。
今日では、わら人形を先頭に通りを行列が練り歩き、この行列に向かって家々からお菓子が投げられて子供たちを喜ばしている。わら人形は最後は焼かれてしまう。ドウデ・モーは復活祭3週間前の週末に開催される。
この行事は公式には「トーデモ」と呼ばれる。

## 人物

### 出身者
- ゲオルク・アントン・フォン・シュタール（1805年 - 1870年）ヴュルツブルク司教（在任期間: 1840年 - 1870年）、神学者

## 引用
1. ↑  https://www.statistikdaten.bayern.de/genesis/online?operation=result&code=12411-003r&leerzeilen=false&language=de Genesis-Online-Datenbank des Bayerischen Landesamtes für Statistik Tabelle 12411-003r Fortschreibung des Bevölkerungsstandes: Gemeinden, Stichtag (Einwohnerzahlen auf Grundlage des Zensus 2011)
2. ↑  Bayerische Landesbibliothek Online